# The Hollow Man
The Hollow Man è un singolo del gruppo musicale britannico Marillion, il secondo estratto dal settimo album in studio Brave e pubblicato nel marzo 1994.

## Tracce
CD singolo (Regno Unito – parte 1)
1. The Hollow Man – 4:10 (Steve Hogarth, Marillion)
2. Brave – 7:57 (Steve Hogarth, Marillion)
3. Marouatte Jam – 9:51 (musica: Marillion, Dave Meegan)

CD singolo (Regno Unito – parte 2)
1. The Hollow Man – 4:10 (Steve Hogarth, Marillion)
2. The Great Escape (Orchestral Version) – 5:19 (Marillion)
3. Winter Trees – 1:46 (musica: Steve Rothery)

7" (Regno Unito), MC (Regno Unito)
- Lato A

1. The Hollow Man – 4:10 (Steve Hogarth, Marillion)

- Lato B

1. Brave – 7:57 (Steve Hogarth, Marillion)

## Formazione
Gruppo
- Steve Hogarth – voce, arrangiamento, tastiera e percussioni aggiuntive, cori
- Steve Rothery – chitarra, arrangiamento
- Pete Trewavas – basso, arrangiamento, cori
- Mark Kelly – tastiera, arrangiamento, cori
- Ian Mosley – batteria, arrangiamento, percussioni

Altri musicisti
- Dave Meegan – arrangiamento
- Tony Halligan – uilleann pipes
- Liverpool Philharmonic – violoncello, flauto
- Darryl Way – arrangiamenti orchestrali

Produzione
- Dave Meegan – produzione, ingegneria del suono
- Marillion – produzione
- Chris Hedge, Michael Hunter – assistenza tecnica
- Andrea Wright – assistenza tecnica presso i Parr Street
- Niall Flynn – assistenza tecnica presso i Sarm West

## Classifiche
| Classifica (1994) | Posizione massima |
| ----------------- | ----------------- |
| Regno Unito       | 30                |